# Bílsko u Vodňan
Bílsko (deutsch Bilsko) ist eine Gemeinde in Tschechien. Sie liegt 15 Kilometer südöstlich von Strakonice und gehört zum Okres Strakonice.

## Geographie

### Geographische Lage
Bílsko befindet sich im Böhmerwald-Vorland an der Einmündung des Měkynecký potok in den Bílský potok. Nördlich erhebt sich die Kráseka (554 m), im Osten der Hrad (666 m), im Südosten der Jelení vrch (545 m) und im Südwesten der Ovčarky (593 m) und Neděliště (602 m).

### Gemeindegliederung
Die Gemeinde Bílsko besteht aus den Ortsteilen Bílsko (Bilsko), Netonice (Nettonitz) und Záluží (Salusch).

### Nachbargemeinden
Nachbarorte sind Chrást im Norden, Pivkovice, Skočice und Lidmovice im Nordosten, Krašlovice und Vitice im Osten, Budyně im Südosten, Útěšov im Süden, Krajníčko im Südwesten, Měkynec im Westen sowie Záluží im Nordwesten.

## Geschichte
Auf dem Berg Hrad befand sich früher eine alte slawische Burgstätte. Unterhalb des Hrad verlief eine Abzweigung des Goldenen Steiges zwischen Passau und Prag, an dem die Ansiedlung entstand. Seit 1350 ist die Existenz einer Pfarrkirche in Blsko überliefert. Seitlich der Kirche befand sich eine Feste der Vladiken von Blsko. Es wird angenommen, dass Petr Chelčický mütterlicherseits von diesem Geschlecht abstammte. Ondřej von Blsko war im Jahre 1395 Burgvogt auf der Helfenburg.
Blsko wurde während der Hussitenkriege verwüstet. Im Dreißigjährigen Krieg wurde das Dorf erneut niedergebrannt. 1630 erfolgte die Instandsetzung der Kirche. Der letzte Pfarrer amtierte 1649 in Blsko, danach war die Kirche eine Filiale von Bavorov. Das Dorf gehörte ab dem 18. Jahrhundert zu den Besitzungen der Schwarzenberger.
Nach der Aufhebung der Patrimonialherrschaften entstand 1848 die Gemeinde Bílsko, die von 1850 bis 1950 zum Okres Písek, dann bis 1960 zum Okres Vodňany und seither zum Okres Strakonice gehört. Zum Beginn des Jahres 1974 wurden Záluží und am 1. April 1976 Netonice eingemeindet.

## Kultur und Sehenswürdigkeiten

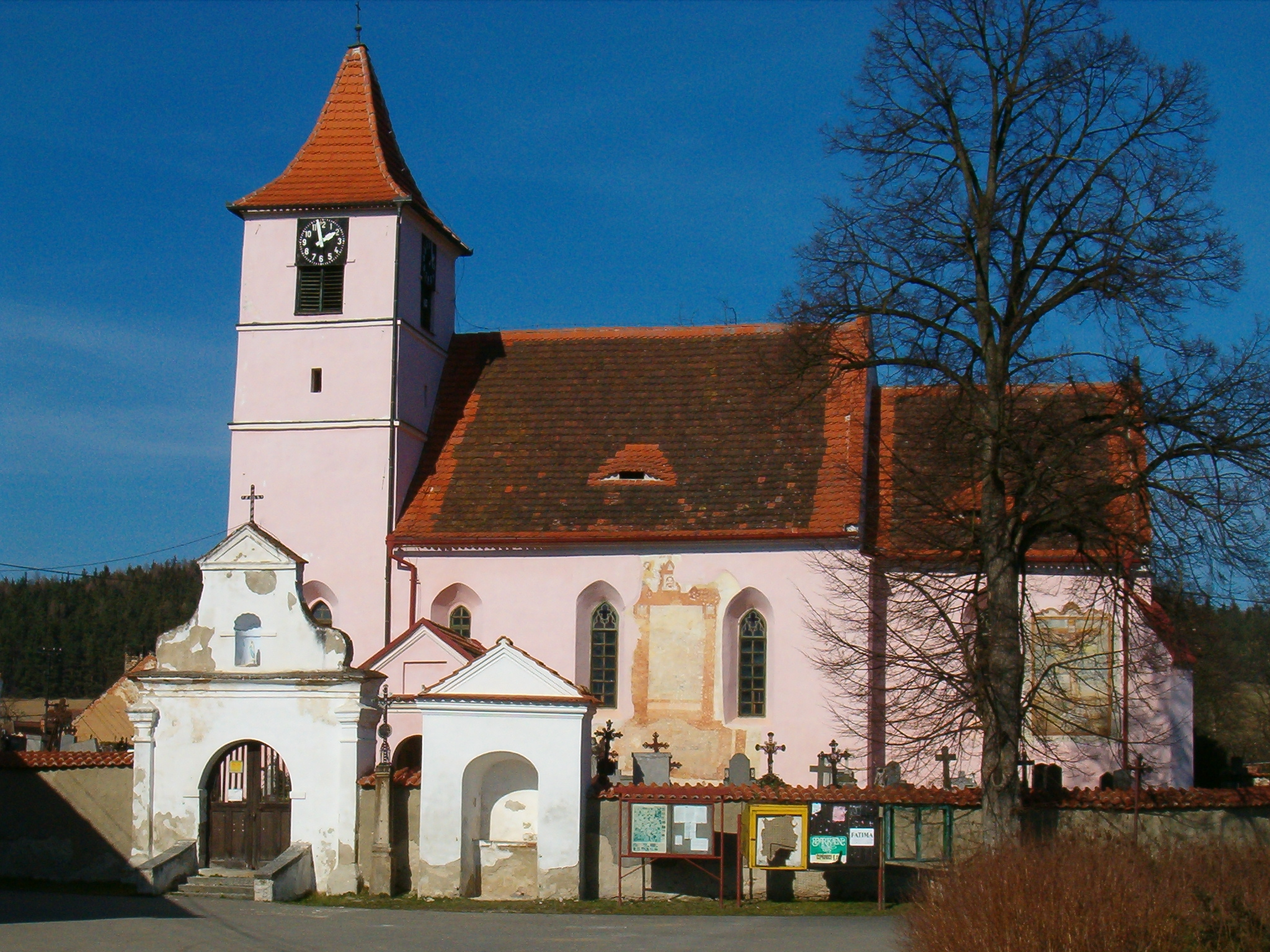
Kirche Jakobus des Älteren

- Kirche Jakobus des Älteren, seit 1350 als Pfarrkirche erwähnt. Nach einer Instandsetzung im Jahre 1630 wurde die Kirche zur Filialkirche von Bavorov.
- Kapelle in Netonice, saniert im Jahre 2006
- Kapelle in Záluží